# Dasypus sabanicola
Dasypus sabanicola är en däggdjursart som beskrevs av Edgardo Mondolfi 1968. Dasypus sabanicola ingår i släktet långnosade bältor och familjen bältdjur. IUCN kategoriserar arten globalt som livskraftig. Inga underarter finns listade i Catalogue of Life.
Arten förekommer i norra Sydamerika i Colombia och Venezuela. Den vistas i låglandet och i kulliga områden upp till 500 meter över havet. Habitatet utgörs av gräsmarker och av öppna buskskogar. Reviret är 1,7 till 11,6 hektar stort. Per kull föds upp till fyra ungar som är isogena individer.
Denna bälta blir 24 till 57 cm lång (huvud och bål), har en 12,5 till 48,3 cm lång svans och väger 1 till 10 kg. Hos arten har pansaret en brun till gul eller vitaktig färg. På andra kroppsdelar och vid pansarets mellanrum förekommer hår. Huvudet är däremot naket. Djuret kännetecknas dessutom av en spetsig nos samt av korta extremiteter.
Födan utgörs främst av insekter och spindeldjur som kompletteras med små groddjur.